# Розсипненська сільська рада (Шахтарський район)
| Розсипненська сільська рада — колишній орган місцевого самоврядування у Шахтарському районі Донецької області з адміністративним центром у c. Розсипне. Сільській раді підпорядковані населені пункти: - c. Розсипне - с. Димитрова - с. Стрюкове - с. Тимофіївка |

## Склад ради
Рада складається з 12 депутатів та голови.

## Керівний склад сільської ради
| ПІБ                            | Основні відомості                                                                     | Дата обрання | Дата звільнення |
| ------------------------------ | ------------------------------------------------------------------------------------- | ------------ | --------------- |
| Колесніков Анатолій Григорович | Сільський голова, 1949 року народження, освіта, член Селянської партії України        | 26.03.2006   | 31.10.2010      |
| Лепетюх Надія Анатоліївна      | Сільський голова, 1973 року народження, освіта незакінчена вища, член Партії регіонів | 31.10.2010   |                 |

Примітка: таблиця складена за даними джерела